# Jose Toledo
Josefina Victoria Toledo López, conocida como Jose Toledo (Santa Lucía de Tirajana, Las Palmas, Gran Canaria, 1 de abril de 1963), es una modelo y presentadora de televisión española.

## Biografía
Es hermana de las actrices Fabiola Toledo y Cyra Toledo, pero no tiene lazos familiares con la actriz Goya Toledo, como muchas veces se ha especulado (de hecho, Goya Toledo nació en Arrecife, Lanzarote, otra isla canaria distinta).
En los inicios de su popularidad, a raíz de contraer matrimonio en la ciudad de Nueva York en el otoño de 1984 con José Cristóbal Martínez-Bordiú y Franco, hijo de los marqueses de Villaverde y nieto de Francisco Franco, era conocida como Josefina Victoria. Tiene dos hijos de este matrimonio: Daniel (1990) y Diego (1998).
Se inicia profesionalmente sobre la pasarela en 1984 en Barcelona y durante años desfila entre otros, para Chanel, Balenciaga, Christian Dior, Gianni Versace, Calvin Klein o Carolina Herrera.
En 1991 da el salto a televisión para presentar el programa musical Los 40 principales en Canal+. Tres años después, en 1994, es fichada por Televisión Española para ponerse al frente del espacio cinematográfico Cartelera, que conduciría hasta 2008. El espacio la convierte entonces en uno de los rostros más populares de la pequeña pantalla.
Entre 1995 a 2000 compaginó Cartelera con la presentación del programa de crónica social Gente, también en La 1. Cuando se ausentaba del programa para disfrutar de sus vacaciones era sustituida por Judit Mascó o Anne Igartiburu.
En julio de 2008 sustituyó a Cristina García Ramos al frente del programa semanal de crónica social,  Corazón, corazón, también de Televisión Española, abandonando definitivamente Cartelera para este nuevo cometido.
En diciembre de 2009 se anuncia que tras quince años trabajando para TVE, abandona la cadena pública, siendo Carolina Casado su sustituta al frente de Corazón, corazón.
En 2012 presentó en Telemadrid el magazine diario Doble página junto a Quico Taronjí.
El 31 de diciembre de 2014 vuelve a RTVE, para presentar con Roberto Herrera las campanadas de bienvenida a 2015 desde el Casino de Santa Cruz de Tenerife, en las Islas Canarias. Un mes más tarde, entre el 7 de febrero de 2015 al 30 de agosto de 2015, regresó otra vez a La 1 de TVE sustituyendo a Carolina Casado al frente de Corazón, durante su baja por maternidad.
El 8 de julio de ese mismo año, con motivo de la celebración de los dieciocho años y 5.000 programas de Corazón, presentó con sus compañeras, Anne Igartiburu y Carolina Casado, una edición especial del programa de 19:50 a 21:00.
El 31 de diciembre de 2015, por segundo año consecutivo, presentó las Campanadas de RTVE en Canarias, desde el municipio de Teror, acompañada de Roberto Herrera. La retransmisión obtuvo una audiencia media de 187 000 espectadores y un 33,3% en las islas, siendo la retransmisión más vista de TVE desde 1998 en el archipiélago.
Del 23 de mayo de 2016 al 13 de julio de 2016, presentó Corazón de lunes a viernes, de 14:30 a 15:00, en sustitución de Anne Igartiburu por su baja maternal. Tras finalizar la sustitución de Igartiburu, se convierte en sustituta oficial del programa entre 2016 y 2018. 
El 7 de julio de 2017, con motivo de la celebración de los veinte años de Corazón, presentó una entrega especial del programa con sus compañeras, Anne Igartiburu y Carolina Casado.
En septiembre de 2017, tras 33 años casada con José Cristóbal Martínez-Bordiú y Franco, se anuncia por sorpresa la ruptura del que era uno de los matrimonios más estables del panorama nacional.
Desde octubre de 2017 a enero de 2019, presenta el programa Buenos días, Buenas tardes en TVE Internacional. Se trataba de un espacio dedicado a la actualidad musical, moda y belleza, en el cual colaboraban la modelo y presentadora, Paloma Lago y la periodista, Rosa Villacastín, entre otros colaboradores.

## Distinciones

### Premios
- Antena de Oro 2008.